# سن الاقتراع

سن الاقتراع:
16
17
18
19
20
21

سن الاقتراع (بالإنجليزية:Voting age) هي الحد الأدنى للسن المنصوص عليه في القانون التي تؤهل الشخص للتصويت في الانتخابات العامة. عادة، أغلب الدول تقر سن 18 سنة للتصويت؛ ومع ذلك، بعض الدول تقر سن التصويت بين سن 16 سنة إلى سن 21 سنة. تشير الدراسات إلى أن 21٪ من الأشخاص ذوي 18 سنة لديهم خبرة بالتصويت.

## روابط خارجية
- قائمة ميدانية - حق الاقتراع من كتاب حقائق العالم
- قائمة أغلب الأعمار في التصويت في جميع أنحاء العالم (باللغة الألمانية)
- مصادر الاقتراع للشباب